# Ferdinand Schörner
Ferdinand Schörner (ur. 12 czerwca 1892 w Monachium, zm. 2 lipca 1973 tamże) – niemiecki wojskowy i szkoleniowiec, feldmarszałek, dowódca grup armii „A”, „Południowa Ukraina”, „Północ” i „Środek” oraz ostatni naczelny dowódca wojsk lądowych w końcowych dniach wojny, zbrodniarz wojenny. Początkowo mało znaczący oficer, zaczął błyskawicznie awansować po klęskach niemieckich pod koniec 1943 roku i prędko stał się jednym z głównych dowódców na froncie wschodnim. Członek NSDAP, szczególnie poważany przez władze. Uczestnik I i II wojny światowej.

## Młodość

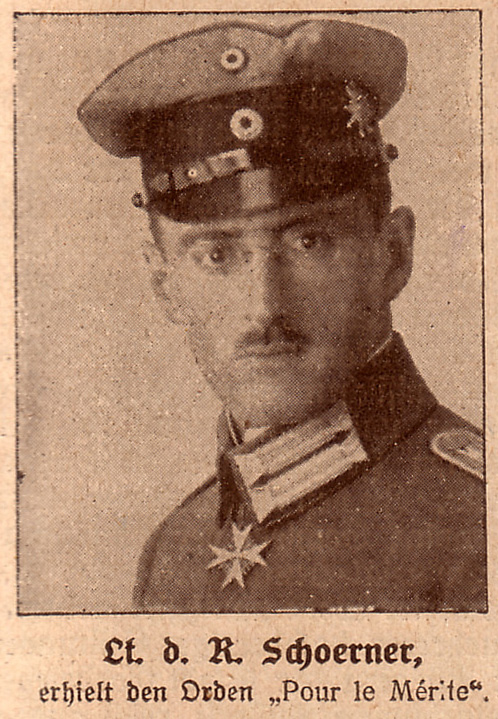
Ferdinand Schörner jako porucznik (1918)

Schörner urodził się w Monachium w Bawarii. W lipcu 1911 wstąpił w stopniu szeregowca do Królewskiego Bawarskiego Pułku Piechoty Przybocznej. W 1912 awansował do stopnia podoficerskiego i jeszcze tego samego roku awansował do stopnia sierżanta. Następnie uczył się na paru uniwersytetach. W sierpniu 1914  brał udział w m.in. bitwie pod Saarburgiem w Lotaryngii. Zasłużył się w walkach na froncie zachodnim. W listopadzie 1914 awansował na podporucznika. Za udział w austro-węgiersko/niemieckiej ofensywie pod Caporetto, zakończonej przełamaniem linii obrony Włochów jesienią 1917, uzyskał odznaczenie „Za zasługi” (Pour le Mérite). W czasie wojny doszedł do stopnia porucznika.
W okresie międzywojennym pracował jako oficer sztabowy oraz instruktor. Służył również w szeregach Freikorps Epp i brał udział w zdławieniu powstania robotników w Zagłębiu Ruhry. Jako instruktor wojskowy odegrał pierwszorzędną rolę w przekształceniu Waffen-SS z jednostki paramilitarnej w oddziały szturmowe zdolne współdziałać z Wehrmachtem.

## II wojna światowa

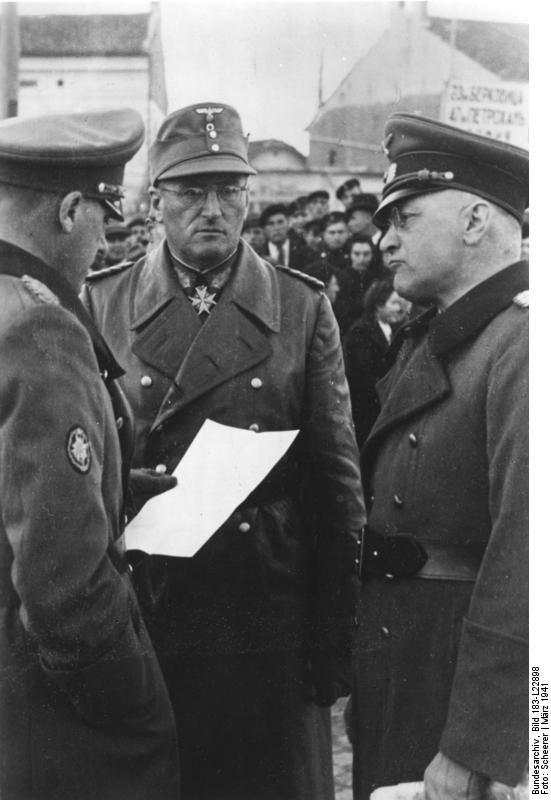
Ferdinand Schörner w Bułgarii (1941)

Schörner przysporzył Niemcom licznych sukcesów podczas kampanii wrześniowej, gdy dowodził 98 Pułkiem Górskim. Na jego czele 12 września 1939 próbował zdobyć z zaskoczenia Lwów, co jednak zakończyło się niepowodzeniem. Z 6. dywizją górską brał udział w kampanii francuskiej w przełamaniu frontu w Wogezach. W czasie działań na Bałkanach już w stopniu generała majora (awans w sierpniu 1940) podlegała mu 6 Dywizja Górska. Za swoją rolę w przełamaniu Linii Metaksasa został odznaczony Krzyżem Rycerskim. Dowodził też operacją zajęcia wąwozu Termopile. Przez kolejny rok Schörner pozostawał ze swoją dywizją.
W 1941 wziął udział w operacji Barbarossa. W styczniu 1942 awansował na generała porucznika i objął dowództwo nad XIX Korpusem Górskim, jednym z oddziałów niemieckiej armii w Finlandii. Jego korpus brał udział w nieudanym ataku na Murmańsk, który doprowadził do sytuacji patowej na froncie. Wówczas wypowiedział swoje słynne zdanie: „Arktis ist nichts” („Arktyka to nic”), w którym wyraził swoją wiarę w odporność niemieckich żołnierzy na warunki klimatyczne.
Później, od listopada 1943 do stycznia 1944 dowodził XXXX Korpusem Pancernym na froncie wschodnim. W marcu 1944 został dowódcą Grupy Armii A, a w maju tego samego roku – dowódcą Grupy Armii Południowa Ukraina. Początkowo uważał, że krymski port w Sewastopolu powinien zostać utrzymany bez względu na utratę samego Krymu. Jednak później zmienił zdanie i próbował nakłonić Hitlera do wydania zgody na wycofanie się z portu nad Morzem Czarnym. Odwrót nastąpił za późno, wskutek czego niemiecko-rumuńska 17 armia, stacjonująca na Krymie, poniosła poważne straty. Wielu żołnierzy oczekujących na portowym molo na ewakuację zostało zabitych lub wziętych do niewoli. Późną wiosną 1944 Schörnerowi udało się po serii bitew ustabilizować załamujący się front na południowym brzegu Dniestru w Rumunii.
W lipcu został dowódcą Grupy Armii Północ, przemianowanej później na Grupę Armii Kurlandia. W styczniu 1945 przeniesiono go do Grupy Armii Środek, broniącej Czechosłowacji oraz górnego biegu Odry.
Schörner cieszył się uznaniem wysokich urzędników narodowosocjalistycznych – w tym samego Josepha Goebbelsa, który w swoim pamiętniku zawarł wiele pochwał odnośnie do postawy Schörnera. 4 kwietnia 1945, Schörnera awansowano do stopnia feldmarszałka. Hitler w swoim testamencie politycznym z 29 kwietnia mianował go naczelnym dowódcą wojsk lądowych (Oberbefehlshaber des Heeres). Stanowisko to piastował od 30 kwietnia (tj. śmierci Hitlera) do dnia kapitulacji III Rzeszy 8 maja 1945. W rzeczywistości w dalszym ciągu dowodził swoją grupą armii, chociaż nie podlegał mu żaden sztab i nie posiadał on dostrzegalnego wpływu na działania wojska w ostatnich dniach wojny.
7 maja generał Alfred Jodl, szef sztabu Naczelnego Dowództwa Niemieckich Sił Zbrojnych (Oberkommando der Wehrmacht) negocjował warunki kapitulacji wszystkich sił niemieckich w Kwaterze Głównej Zjednoczonych Sił Ekspedycyjnych (SHAEF). Po raz ostatni Schörner kontaktował się z OKW 2 maja. Zdał wówczas relację, że zamierzał przedostać się z oddziałem na zachód i tam poddać się Amerykanom. 8 maja przeeskortowano pułkownika z OKW przez pozycje Amerykanów na spotkanie z Schörnerem. Pułkownik podał informację, że Schörner wydał rozkaz kapitulacji, jednak nie mógł zagwarantować, że wszystkie oddziały się do niego dostosują. Jeszcze tego samego dnia Schörner zdezerterował i zbiegł do Austrii. 18 maja schwytali go Amerykanie.
Pozostałości Grupy Armii Środek nie zaniechały oporu aż do pojawienia się przytłaczającej siły Armii Czerwonej. Żołnierze radzieccy, którzy po ataku na Pragę przejęli kontrolę nad Czechosłowacją, odebrali kapitulację Grupy Armii Środek 11 maja. Było to ostatnie duże zgrupowanie wojsk niemieckich, które w chwili poddania się miało liczebność wielu dywizji.

## Powojenne procesy i więzienie
Schörner został ponownie aresztowany w sierpniu 1951 przez Sowietów. Oskarżono go o „piastowanie urzędów w dowództwie byłej niemieckiej armii oraz aktywne uczestnictwo w przygotowaniu oraz prowadzeniu zbrodniczej wojny przeciwko Związkowi Radzieckiemu z pogwałceniem międzynarodowego prawa i traktatów”. W lutym 1952 Kolegium Wojskowe Sądu Najwyższego ZSRR skazało Schörnera na 25 lat pozbawienia wolności. Dekretem prezydium z kwietnia 1952 kara została zredukowana do 12,5 roku więzienia.
Dekret z grudnia 1954 umożliwiał ekstradycję Schörnera do Niemieckiej Republiki Demokratycznej. Władze NRD zezwoliły mu na wyjazd do RFN w 1957. Tam z kolei został aresztowany i oskarżony o bezprawne egzekucje żołnierzy niemieckich oskarżonych o dezercję. Skazano go na cztery i pół roku więzienia. Po odbyciu 2 lat kary zwolniono go z powodu złego stanu zdrowia.
Żył w ukryciu aż do śmierci w 1973. Pod koniec lat 60. XX w. Schörner udzielił wywiadu włoskiemu historykowi Mario Silvestri, który zainteresowany był głównie jego udziałem w austriacko-niemieckim zwycięstwie pod Caporetto podczas I wojny światowej.

## Krytyka
Niemieccy weterani wojenni krytykowali Schörnera za wydany przez niego w 1945 rozkaz, zgodnie z którym wszyscy żołnierze napotkani za linią frontu i nieposiadający pisemnych rozkazów mieli zostać rozstrzelani bez procesu. Fakt ten został uwzględniony w publikacjach Siegfrieda Knappego i Hansa von Lucka.
Schörner uważany był za żołnierza wyjątkowo wiernego Hitlerowi. Świadczy o tym chociażby fakt, że Hitler mianował go na swojego następcę na stanowisku naczelnego wodza wojsk lądowych. Ponadto Schörner nie wątpił w możliwość przechylenia szali zwycięstwa na stronę niemiecką w ostatnich tygodniach wojny. Wierzył, że głównym celem armii radzieckiej będzie Praga, a nie Berlin. Kierując się takim rozumowaniem krytycznie zluzował słabe linie obronne na przedpolach niemieckiej stolicy.
Krytykowany jest również za dezercję i opuszczenie 9 maja 1945 stanowiska dowodzenia Grupy Armii Środek. Według Hansa von Ahlfena powinien wykorzystać swą pozycję w rokowaniach z Amerykanami, aby uchronić własnych żołnierzy od radzieckiej niewoli, czego nie zrobił.